# Harrachov (Rýmařov)
Harrachov (německy Harrachsdorf) je malá vesnice (osada), která je částí města Rýmařov v okrese Bruntál.

## Historie
Osadu Harrachov založil v roce 1748 hrabě Ferdinand Bonaventura II. z Harrachu pro tkalce rozvíjející se janovické manufaktury. Do obce přicházeli zejména ze šluknovského panství nacházejícího se rovněž ve vlastnictví rodu Harrachů.

### Vývoj počtu obyvatel
Počet obyvatel Harrachova podle sčítání nebo jiných úředních záznamů:
| Rok            | 1869 | 1880 | 1890 | 1900 | 1910 | 1921 | 1930 | 1950 | 1961 | 1970 | 1980 | 1991 | 2001 |
| -------------- | ---- | ---- | ---- | ---- | ---- | ---- | ---- | ---- | ---- | ---- | ---- | ---- | ---- |
| Počet obyvatel | 425  | 455  | 383  | 339  | 274  | 266  | 271  | 97   | 63   | 17   | 14   | 7    | 13   |

1. ↑  z toho: 2 Čechoslováci, 268 Němců; 264 řím. kat., 4 bez vyzn.

V Harrachově je evidováno 46 adres : 15 čísel popisných (trvalé objekty) a 31 čísel evidenčních (dočasné či rekreační objekty). Při sčítání lidu roku 2001 zde bylo napočteno 11 domů, z toho 6 trvale obydlených.

## Fotogalerie

Harrachov
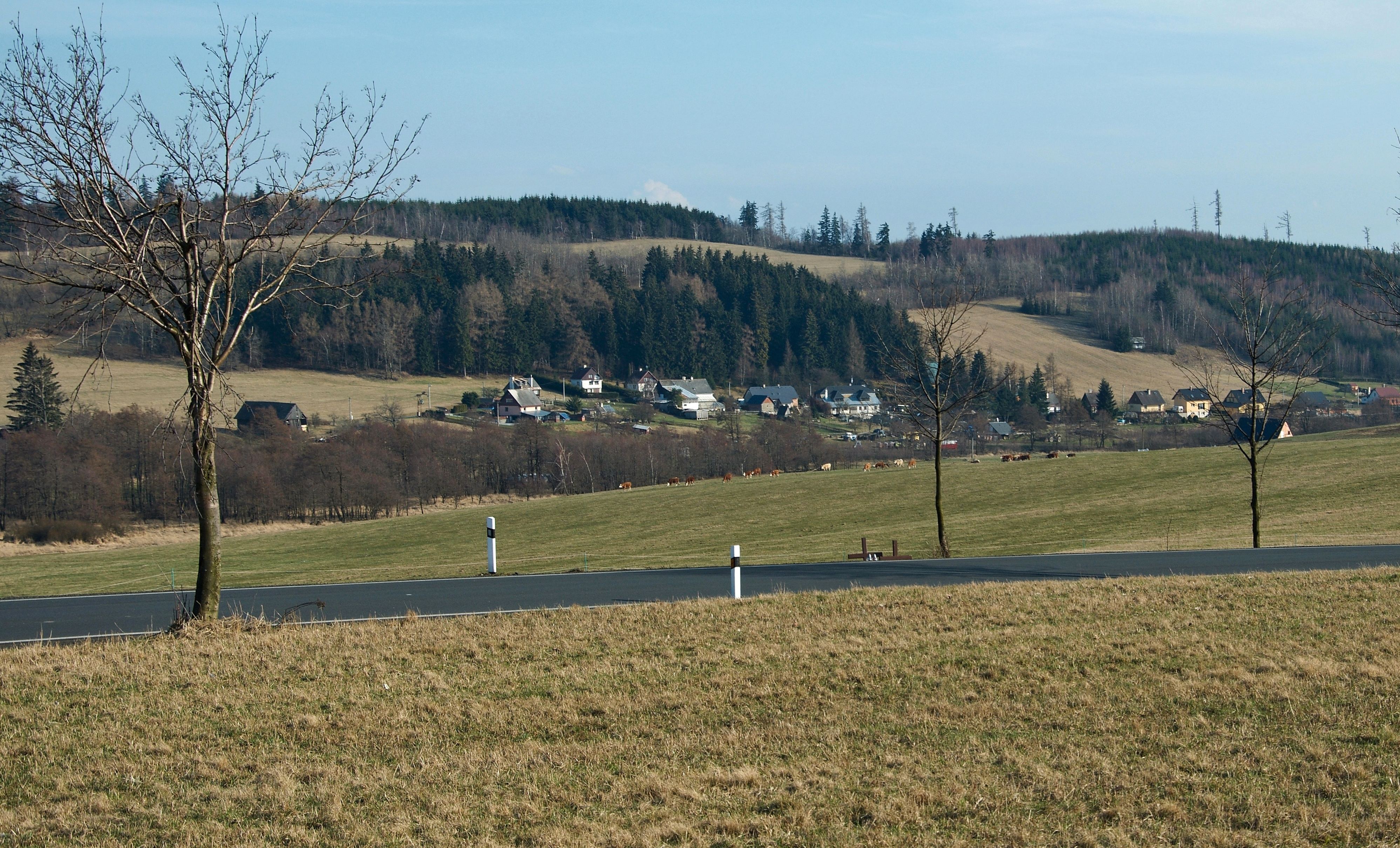
Pohled na obec
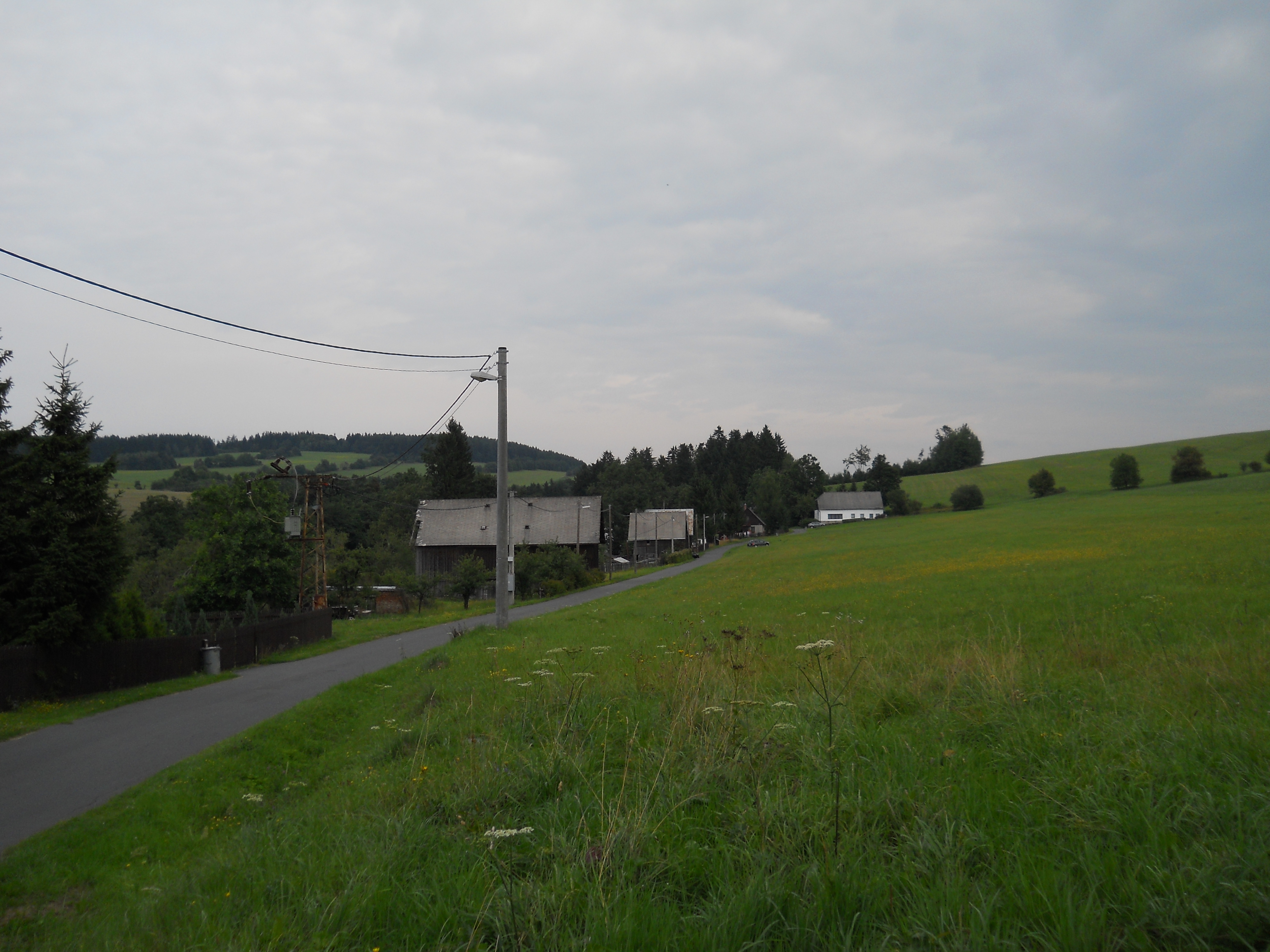
Od silnice
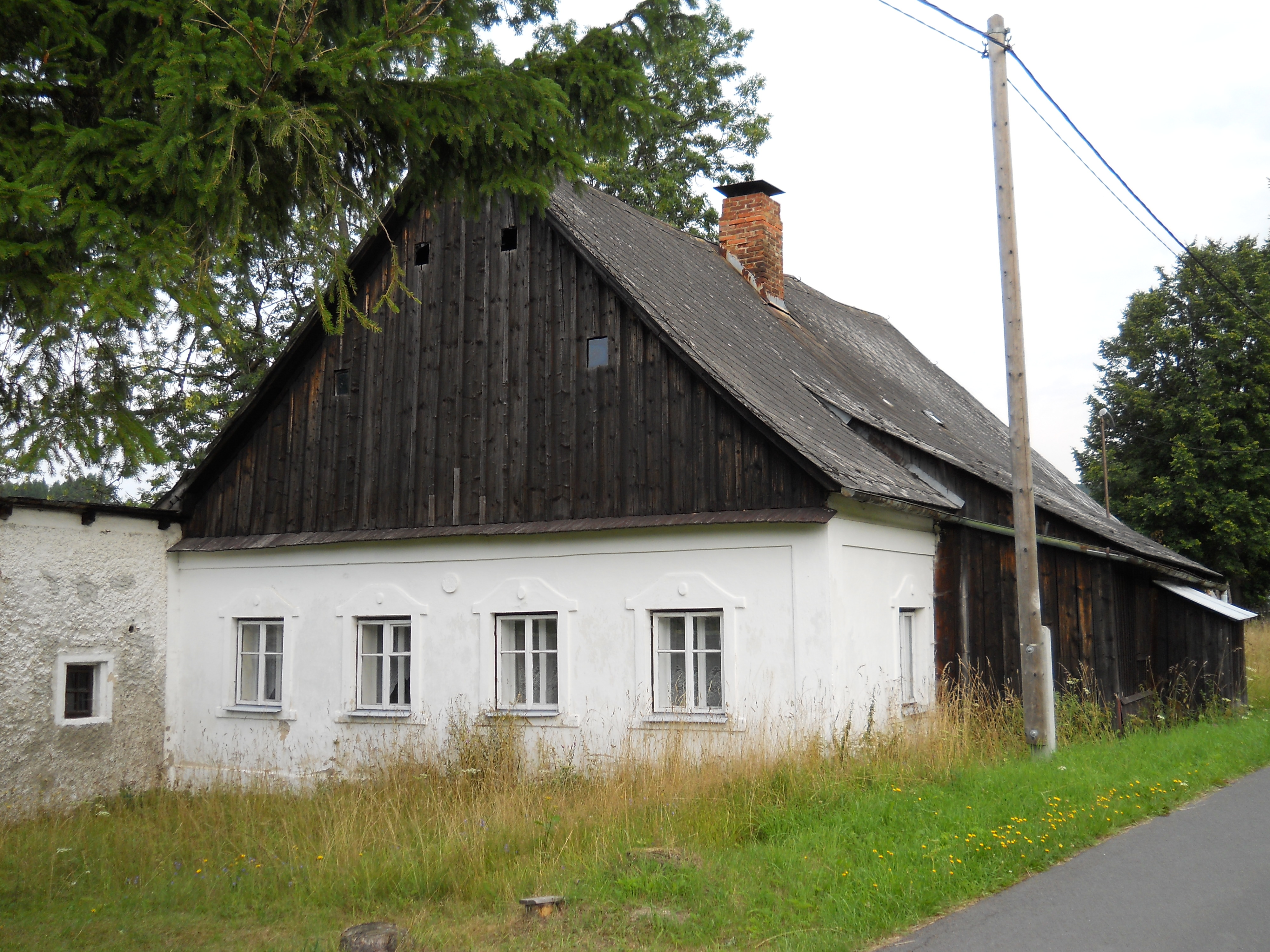
Stavení
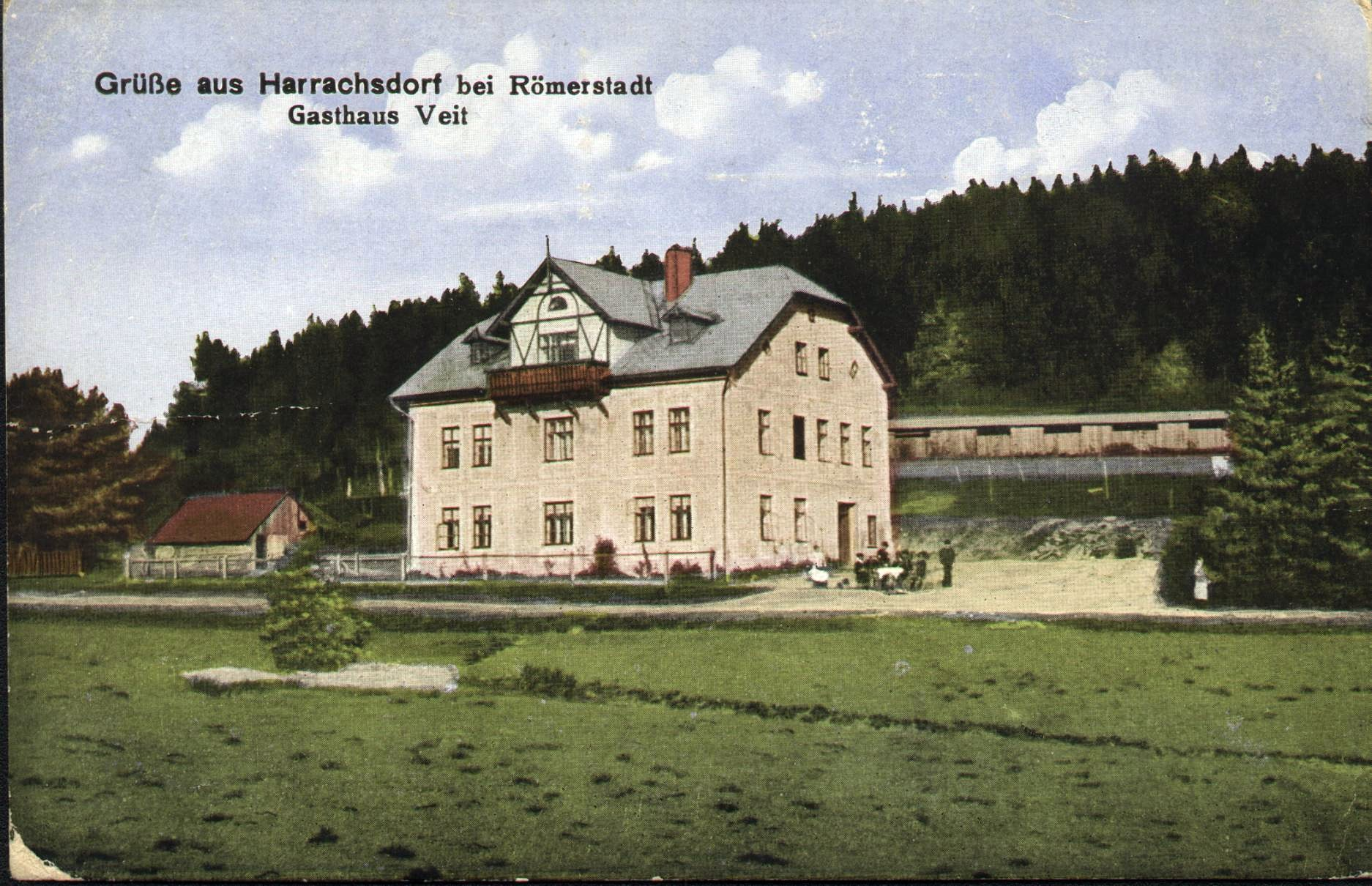
Hostinec